# Wilfried Happio
Wilfried Happio (Bourg-la-Reine, 22 settembre 1998) è un ostacolista francese.

## Biografia
A livello giovanile ha vinto gli Europei under 23 di Gävle 2019 e gli Europei under 20 di Grosseto 2017.

## Palmarès
| Anno | Manifestazione  | Sede     | Evento        | Risultato  | Prestazione | Note                                     |
| ---- | --------------- | -------- | ------------- | ---------- | ----------- | ---------------------------------------- |
| 2015 | Mondiali U18    | Cali     | 400 m hs      | Semifinale | 53"42       |                                          |
| 2015 | Mondiali U18    | Cali     | 4×400 m mista | 4º         | 3'34"74     |                                          |
| 2017 | Europei U20     | Grosseto | 400 m hs      | Oro        | 49"93       | Miglior prestazione personale            |
| 2017 | Europei U20     | Grosseto | 4×400 m       | Argento    | 3'09"04     | Miglior prestazione personale            |
| 2019 | World Relays    | Yokohama | 4×400 m mista | 4º         | 3'18"93     |                                          |
| 2019 | Europei U23     | Gävle    | 400 m hs      | Oro        | 49"03       | Miglior prestazione personale            |
| 2019 | Mondiali        | Doha     | 400 m hs      | Batteria   | 51"25       |                                          |
| 2021 | Giochi olimpici | Tokyo    | 400 m hs      | Semifinale | 49"49       |                                          |
| 2022 | Mondiali        | Eugene   | 400 m hs      | 4º         | 47"41       | Miglior prestazione personale            |
| 2022 | Europei         | Monaco   | 400 m hs      | Argento    | 48"56       |                                          |
| 2023 | Mondiali        | Budapest | 400 m hs      | Semifinale | 48"83       |                                          |
| 2024 | Europei         | Roma     | 400 m hs      | Semifinale | 48"55       | Miglior prestazione personale stagionale |
| 2024 | Europei         | Roma     | 4x400 m mista | Finale     | dq          |                                          |
| 2024 | Giochi olimpici | Parigi   | 400 m hs      | Semifinale | 48"66       |                                          |